# 平阳镇 (北海市)
平阳镇，是中华人民共和国广西壮族自治区北海市银海区下辖的一个乡镇级行政单位。

## 行政区划
平阳镇下辖以下地区：
平阳村、横路山村、东星村、赤东村、包家村、孙东村和东山村。